# Alba TV
Alba Televisión (Alba TV) fue un canal de televisión abierta venezolano de programación comunitaria, operado por el SiBCI y COVETEL. Se encontraba ubicado en Caracas y fue creado para «la integración desde los pueblos, desde los movimientos sociales, desde las comunidades que junto a las televisoras comunitarias del continente articulamos las luchas populares contra el imperialismo, por la construcción y fortalecimiento de la identidad del sur, y para impulsar las transformaciones políticas, económicas y culturales hacia el socialismo».
El canal cesaría sus transmisiones en enero de 2023, sin que sus encargados ofrecieran una explicación al respecto. El espacio que ocupaba en los sistemas de Televisión Digital Abierta lo tiene una réplica de la señal del canal estatal Venezolana de Televisión.

## Objetivos
El principal objetivo de Alba TV fue ser un proyecto de articulación comunicacional de los movimientos sociales de Latinoamérica y el mundo, un espacio de debate político e ideológico para la transformaciones necesarias, para transmitir la información de los pueblos del sur, trabajando en conjunto con otras televisoras comunitarias, dándole voz a los movimientos sociales y hacerle frente a los "medios hegemónicos".